# Dirk Boest Gips
Dirk Boest Gips (* 30. Juli 1864 in Dordrecht; † 11. November 1920 in Den Haag) war ein niederländischer Sportschütze.

## Erfolge
Dirk Boest Gips, der als Börsenmakler arbeitete, nahm an den Olympischen Spielen 1900 in Paris mit der Freien Pistole teil. In der Einzelkonkurrenz belegte er mit 437 Punkten den sechsten Rang, während er im Mannschaftswettbewerb mit Antonius Bouwens, Henrik Sillem, Solko van den Bergh und Anthony Sweijs die Bronzemedaille gewann. Der olympische Wettkampf zählte gleichzeitig als Weltmeisterschaft.

## Name
Gips’ richtiger Name war lange Jahre unbekannt. In den Ergebnislisten wurde er als M. van Laan geführt, später auch nur als Van Haan oder sogar Gerardus van Haan. Erst 1999 wurde der richtige Name von einem niederländischen Historiker in einer Regionalzeitung aus dem Jahr 1900 entdeckt.